# Muizenschommel
Muizenschommel, ook Mega Muizenschommel genoemd, is een schommelschip in het Nederlandse attractiepark Julianatoren.
De attractie is een kleine, relatief rustige variant van een schommelschip. Het schip heeft 6 rijen met banken waar de passagiers kunnen instappen. Per bank kunnen 3 tot 4 bezoekers plaatsnemen en de rit duurt ongeveer 2 minuten.
De uitvoering van schommelschip is in lijn met het algemene muizenthema van het park en heeft aan beide uiteinde het hoofd van een muis.
Afbeeldingen